# Авалиани, Ладо Шалвович
Влади́мир (Ладо́) Ша́лвович Авалиа́ни (груз. ვლადიმერ (ლადო) შალვას ძე ავალიანი, 2 [15] мая 1913 или 15 мая 1913, Квирилы, Кутаисская губерния, Российская империя — 1998) — грузинский советский писатель.

## Биография
Родился 2 (15) мая 1913 года в городе Зестафони Шорапанского уезда Кутаисской губернии Российской империи. В 1940 году окончил графический факультет Тбилисской академии художеств. В 1945 году вступил в ВКП(б). В 1959 году сыграл роль художника в кинодраме «День последний, день первый». С 1977 по 1981 год — заведующий отделом прозы Союза писателей Грузии.
Умер в 1998 году.

## Творчество
Начал публиковаться в 1935 году . Тематика рассказов и новелл писателя: старая и новая жизнь Сванетии, Великая Отечественная война, грузинская литература и искусство и др. Наиболее значительным произведением писателя стала трилогия «Новый горизонт» (груз. ახალი ჰორიზონტი, 1952—1969) — первый грузинский роман о жизни и труде шахтёров. Произведения Авалиани были переведены на некоторые языки народов СССР, несколько рассказов — на чешский, а новелла «Поэт-странник» — на английский язык.

### Сборники рассказов и новелл
- «Лахил первая» (груз. ლაჰილ პირველი, 1940)
- «Шляпа Сулоаги» (груз. სულოაგას ქუდი, 1959)
- «Поэт-странник» (груз. ყარიბი მგოსანი, 1968)
- «Дубовый червь» (груз. მუხის ჭია, 1973)

### Переводы на русский язык
- Когда умывалось солнце. — Тбилиси: Литература да хеловнеба, 1966. — 177 с.
  - Когда умывалось солнце;
  - Дубовый червь;
  - Поэт-странник;
  - Сон;
  - Шапка Сулоаги;
  - «Старая дева»
- Рассказы. — Тбилиси: Литература да хеловнеба, 1967. — 99 с. [Серия «Библиотечка грузинской советской прозы»]
  - Когда умывалось солнце;
  - Дубовый червь;
  - Сон
- Новый горизонт: роман в трех книгах. — Тбилиси: Литература да хеловнеба, 1971. — 668 с.